# 松井信二郎
松井 信二郎 (まつい しんじろう) は日本・福井県鯖江市出身の研究者。
現在は 浜松ホトニクス株式会社 電子管技術部 電子管開発部に所属している。博士(光産業創成)。
森田浩介が発見したニホニウムの研究に参加していたことでも知られる。

## 経歴
埼玉大学に進学し卒業後、東京工業大学大学院に進学。
その間ドイツ学会にも出席し、研究発表をしているほか、実用化が進む配管腐食検査用エネルギー弁別型放射線ラインセンサなどの論文
を発表。
2018年3月、光産業創成大学院大学より博士論文「ULEB照射源の販売事業拡大のための線量測定技術開発と製品開発プロセスの分析」にて博士(光産業創成)の学位を取得。
2021年10月15日電子線監視装置及び電子線照射システムの特許を取得。発明者は本人であるが、特許権者は浜松ホトニクス。

## これまでの研究発表
ULEB照射源の販売事業拡大のための線量測定技術開発と製品開発プロセスの分析 (博士論文)
- 実用化が進む配管腐食検査用エネルギー弁別型放射線ラインセンサ : 保温材を剥がさずに配管腐食の位置と程度を定量的に検査可能

2020年1月
- エネルギー弁別型放射線ラインセンサとその応用

2017年5月
- 重イオン用 APF-IH 線形加速器の研究
- イオン注入用 APF-IH 型線形加速器の加速試験

電子線監視装置及び電子線照射システム(特許取得)
- 既存製品のコア技術から派生した異分野新製品の開発とマーケティング　―小型放射線加工装置の事例研究